# Спенсер крик (Онтарио)
Спенсер крик (енгл. Spencer Creek) је канадска река, име је добила по Спенсер клисури, клисури у облику слова "Y".

## Рекреација и камповање
Кроз ову област се може  путовати аутопутем 97. Подручје је дом многих паркова за приколице и још познатије заштићено подручје Спенсер клисуре (Spencer Gorge Conservation Area), Вебстерових водопада (Webster's Falls) и заштићено подручје Валенс. 

### Водопад фотографије
| - Део реке - Речне каскаде - Каскаде - Спенсер крик - Вештачко језеро |

## Белешке
1. ↑  Google - "Highway 97, Hamilton" 2016, стр. 1.
2. ↑  Google - "Valens Conservation Area" 2016, стр. 1.